# روند صعودی و نزولی
روند یک جریان رو با بالا یا پایین است. در یک روند صعودی، برآیند حرکت به سمت بالا و در یک روند نزولی، برآیند حرکت به سمت پایین است. در یک روند صعودی، روزهای نزولی نیز وجود دارد ولی نهایتاً قیمت بالا می‌رود. همچنین با وجود روزهای صعودی در یک روند نزولی، در نهایت قیمت به سمت پایین حرکت می‌کند.
به حرکتهای هم جهت روند، حرکت یا Impulse و به حرکتهای خلاف جهت روند اصلاح یا Correction گفته می‌شود.

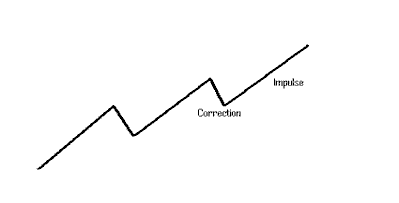
Impulse and Correction in up trend

## روند صعودی
مطابق تعریف چارلز داو در یک روند صعودی، هر قله بالاتر از قله قبلی و هر دره نیز بالاتر از دره قبلی خود است. زمانی که این حالت وجود داشته باشد ما در یک روند صعودی به سر می‌بریم.

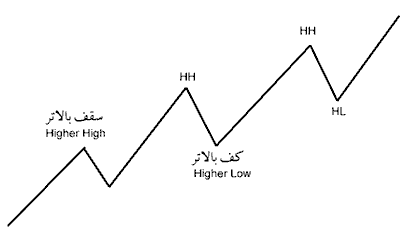
Up Trend

## روند نزولی
بر اساس تعریف چارلز داو، در یک روند نزولی، هر قله پایین‌تر از قله قبلی و هر دره نیز پایین‌تر از دره قبلی خود می‌باشد. مادامیکه این حالت وجود داشته باشد ما در یک روند نزولی به سر می‌بریم.

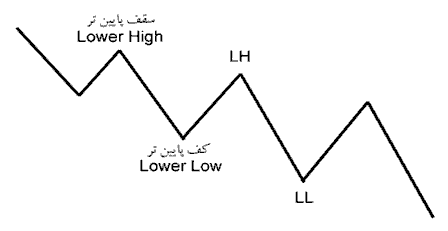
Down Trend